# Rhaphium gansuanum
Rhaphium gansuanum är en tvåvingeart som beskrevs av Yang 1998. Rhaphium gansuanum ingår i släktet Rhaphium och familjen styltflugor. Inga underarter finns listade i Catalogue of Life.